# Sergei Wassiljewitsch Lebedew

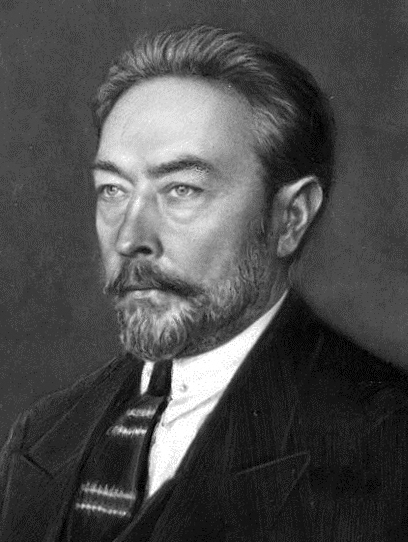
Sergei Wassiljewitsch Lebedew

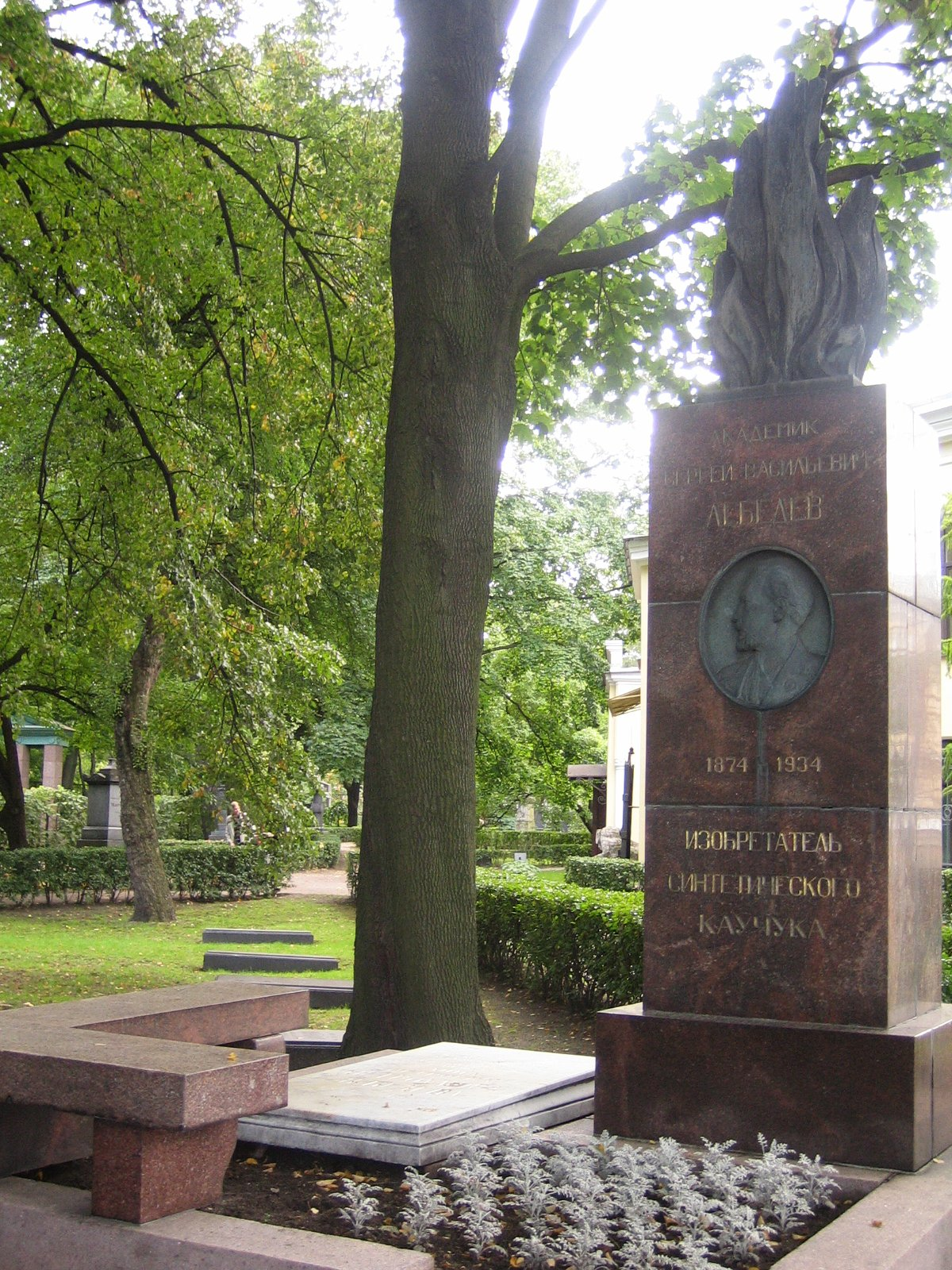
Lebedews Grab auf dem Tichwiner Friedhof in Sankt Petersburg

Sergei Wassiljewitsch Lebedew (russisch Сергей Васильевич Лебедев; * 25. Juli 1874 in Lublin, Kongresspolen; † 2. Mai 1934 in Leningrad) war ein russischer Chemiker.

## Leben und Wirken
1900 beendete Lebedew sein Chemiestudium an der Universität Sankt Petersburg. Nach Tätigkeiten in verschiedenen Forschungseinrichtungen wurde er 1916 Professor an der Militärakademie Petrograd. Gleichzeitig leitete er ein Labor an der Universität.
1905 heiratete er die Künstlerin Anna Petrowna Ostroumowa-Lebedewa. 
Lebedew erfand die Synthese der butadienischen Elastomere. Die Polymerisation von Butadien mit Alkalimetallen wurde erstmals 1910 beschrieben, und zwar unabhängig von dem deutschen Chemiker Carl Dietrich Harries, dem englischen Chemiker Francis Edward Matthews und Lebedew. Lebedew erfand den Prozess der anionischen Lösungspolymerisation des flüssigen Butadiens in Anwesenheit von Natrium. Während des Zweiten Weltkrieges wurde der Prozess von Lebedew auch durch die deutsche Industrie verwendet. Lebedew entwickelte auch den nach ihm benannten Lebedew-Prozess zur Herstellung von 1,3-Butadien durch Dehydrodimerisierung von Ethanol.
1929 wurde er korrespondierendes und 1932 Vollmitglied der Akademie der Wissenschaften der UdSSR.

## Werke
- S. W. Lebedev: Zh. Russ. Fiz. Chim. Ova. 42 (1910) 949